# Садівник (фільм, 1998)
Садівник (англ. The Gardener) — американський фільм жахів 1998 року.

## Сюжет
Чарівна дівчина — детектив Келлі — розслідує серію звірячих вбивств. Простежуючи кривавий шлях маніяка, вона зустрічає загадкового садівника Бена. Цей фанатично відданий своїй справі майстер при найближчому знайомстві вселяє в неї все більше і більше підозр. Але чи може милий садівник бути водночас ґвалтівником і вбивцею — тим більше, що зростаюча впевненість Келлі у винності Бена не викликає у нього ніякої паніки? А коли випадок робить садівника рятівником Келлі, вона остаточно втрачає пильність і попадається у вміло розставлену пастку. Заволодівши новою жертвою, маніяк розповідає Келлі про всі подробиці минулих своїх злочинів. Вибравши момент, дівчина біжить від нього. І тепер долі їх пов'язані нерозривно — життя одного напряму залежить від смерті іншого.

## У ролях
- Малкольм Макдавелл — Бен Картер
- Енджі Еверхарт — Келлі
- Річард Греко — Дін
- Олівія Хассі — місіс Картер
- Келлі Нельсон — Джо
- Сара Петерсон — Іріс
- Кім Морган Грін — Бетсі
- Роджер Клінтон — доктор Нелс Франклі
- Джастін Керролл — Ларрі
- Ендрю Хеклер — Джейк
- Джеймс Д.Р. Хікокс — Чак
- Памела Беллвуд — місіс Свенсон
- Денні Німан — Дейв
- Марина Малота — дівчинка
- Ентоні Гікокс — Дел
- Амса Хортон — клієнт
- Лаура Кац — хіпі дівчина
- Александр Мартін — клерк
- Волтер Джонс — панк
- Ніколас Ганн — репортер 1
- Луан Лоу — репортер 2
- Сара Далтон — жінка
- Ренд Кінгслі — чоловік
- Луїза Абернаті — учитель
- Едді Ебелл — служитель готелью
- Адам Кендрік — офіціант
- Симона Гад — шанувальник
- Роберт Кноп — репортер
- Крістіан Міранда — співак
- Аарон Куе — бармен
- Діно С. Рівера — детектив